# Lutherisca ajanea
Lutherisca ajanea är en stekelart som först beskrevs av Girault 1919.  Lutherisca ajanea ingår i släktet Lutherisca och familjen sköldlussteklar. Inga underarter finns listade i Catalogue of Life.